# Sant Llorenç de Campdevànol
Sant Llorenç de Campdevànol és una obra del municipi de Campdevànol (Ripollès) inclosa en l'Inventari del Patrimoni Arquitectònic de Catalunya.

## Descripció
La parròquia de Sant Llorenç, independent ja el 1075, es troba a l'esquerra del Merdàs, prop de la carretera de Gombrèn. De la primitiva església resta sencer el campanar, ornat d'arcuacions cegues i lesenes als pisos superiors. La torre sembla que fou escapçada o potser inacabada i ha estat coberta per una teulada a doble vessant. Al primer pis hi ha una finestra d'obertura senzilla, les altres dues estan aparedades. Al segon pis hi ha quatre finestres, una cada cara de la torre, dues d'elles també aparedades.

## Història
L'església de Sant Llorenç apareix en el registre de parròquies del Bisbat de Vic des de l'any 1075. En els segles xi i xii surt esmentada com a "St.Laurencio de Campo Avandali o Vanalo".
De la primitiva església romànica només en resta el campanar i part dels murs, ja que l'edifici patí una greu destrucció al segle xvii. L'any 1674 fou reedificada i s'hi afegiren una capella a la cara sud, dues a la cara nord i la sagristia. La teulada es construí amb arc apuntat, es recobrí la pedra dels seus interiors amb decoracions de guix. L'absis se suprimí.
En la Guerra Civil (1936-39) es crema part de la rectoria i del temple. La teulada queda destruïda així com les parets de la cara Oest i Nord.
L'any 1990 el Bisbat de Vic donà l'església a la família Capdevila, que la rehabilita acabant el campanar amb les arcuacions llombardes i plafons del segon pis. Refan la coberta a quatre aigües, conservant els murs de pedra i reedificant les parets de les cares oest i nord, així com la teulada i el sostre de la capella sud.